# كيت باكستر
كيت باكستر (بالإنجليزية: Kate Baxter)‏ هي مبارزة بالسيف أسترالية، ولدت في 28 نوفمبر 1930 في سيدني في أستراليا، وتوفيت في 23 مارس 2019.

## وصلات خارجية
- كيت باكستر على موقع أوليمبيديا (الإنجليزية)
- كيت باكستر على موقع اللجنة الأولمبية الأسترالية (الإنجليزية)